# Claims made
Claims made (un'espressione inglese che potrebbe tradursi con "a richiesta fatta") è uno dei due regimi a cui può essere assoggettata una polizza di responsabilità civile verso terzi (con esclusione delle polizze per responsabilità derivante da circolazione di veicoli a motore; quest'ultimo tipo di polizza è infatti rigidamente vincolato da un'articolata normativa sulla responsabilità civile obbligatoria).
In sostanza, con il regime di claims made si assume che il sinistro venga "attivato" dalla richiesta di risarcimento che l'assicurato riceve durante il periodo di validità o di vigenza della polizza, e pertanto le relative garanzie operano dal momento in cui tale richiesta è ricevuta.
La differenza tra una polizza assicurativa in regime claims made e una in regime "Loss occurrence" è immediatamente percepibile nel caso della responsabilità professionale, in cui tra il momento in cui il professionista commette l'errore professionale e il momento in cui il cliente ha percezione dell'errore professionale può passare molto tempo.
Con una polizza "Loss occurrence" affinché vi sia copertura assicurativa è necessario che il danneggiante sia assicurato prima della commissione dell'errore professionale; con una polizza "claims made" "pura" il professionista potrebbe avere copertura assicurativa anche senza essere stato assicurato al momento della commissione dell'errore, purché sia assicurato prima di ricevere la richiesta di risarcimento danni.
L’inserimento di una clausola rispetto all'altra nel contratto assicurativo è un elemento determinante ai fini dell'imputazione dell'impresa assicurativa che avrà l’onere della gestione del sinistro..

## In Italia
La natura giuridica della formula claims made è stata in Italia oggetto di un acceso dibattito il quale è approdato anche nelle aule dei tribunali. L’ultima conferma viene direttamente dalla Corte di Cassazione che con la sentenza 9140/2016 ha ribadito la piena validità e la natura non vessatoria della clausola in discorso, purché vengano rispettate due condizioni: l’assicurato non deve aver tenuto nascosto un evento che sapeva poter essere foriero di denunce di sinistro né altre circostanze che avrebbero potuto indurre l’assicuratore a non coprire il professionista; l’assicuratore per contro non può proporre formulazioni che tendano ad escludere o limitare indebitamente la propria responsabilità. La valutazione circa l’effettivo rispetto delle condizioni illustrate però, non può essere fatta in base a modelli astratti e deve essere condotta avendo riguardo delle peculiarità del singolo caso.
Così facendo, in conclusione, la Cassazione conferma che nella teoria generale del diritto il contratto di assicurazione nella formula ‘claims made’ resta valido e compatibile con il diritto italiano, ma quelle offerte sono delle linee guida che non consentono di poter stabilire -al di fuori di un’aula di tribunale- quando un contratto assicurativo presenti dei profili di vessatorietà o meno.